# 中村達昭
中村 達昭（なかむら たつあき、1975年5月29日 - ）は、アスレティックトレーナー、プロ野球コーチ。東京ヤクルトスワローズに所属。石川県立小松明峰高等学校出身。プロ野球選手経験はない。

## 来歴
- 北信越柔整専門学校からダイナミックスポーツ医学研究所へ進む。
- 2001年から2005年まで東レ女子バレー部専属トレーナーを務めた。
- 2008年に東京ヤクルトスワローズの二軍コンディショニングコーチに就任。
- 2010年から同球団の二軍コンディショニングコーディネーターに就任。
- 2012年から同球団の一軍コンディショニングコーディネーターに就任。

## 背番号
- 92（2008年 - 2009年）